# Font del Teixó (Espui)
La Font del Teixó és una font del terme municipal de la Torre de Cabdella, del Pallars Jussà, en el seu terme primigeni, dins del territori del poble d'Espui.
Està situada a 1.824 m d'altitud, al centre de la vall del riu de Filià, una mica a llevant d'on estaven construint fins poc abans del 2008 una estació d'esquí. Queda també a llevant de la Cabana de Filià, a l'esquerra del riu i al capdavall del vessant sud del contrafort sud-oriental del Fitero. És al costat nord de la pista, després d'un revolt pronunciat en començar a enfilar-se pel vessant nord de la vall.